# Rivière Chéno
La rivière Chéno est un affluent de la rive nord-est de la rivière Takwa (versant de la rivière Rupert via le lac Mistassini), coulant dans la municipalité de Eeyou Istchee Baie-James, dans la région administrative du Nord-du-Québec, au Québec, au Canada. Cette rivière coule au nord de la limite de la réserve de Mistassini et au sud-ouest des Monts Tichégami.
La vallée de la rivière Chéno est desservie indirectement par la route 167 (sens nord-sud) venant de Chibougamau qui emprunte la partie supérieure de la vallée de la rivière Takwa pour remonter vers le nord.
La surface de la rivière Chéno est habituellement gelée de la fin octobre au début mai, toutefois la circulation sécuritaire sur la glace se fait généralement de la mi-novembre à la fin d'avril.

## Géographie
Les bassins versants voisins de la rivière Chéno sont :
- côté nord : rivière Pépeshquasati, lac du Magyar, rivière Tichégami, rivière Kapaquatche ;
- côté est : rivière Takwa, lac Brideaux, rivière Kapaquatche, rivière des Cinq Outardes, ruisseau Tait, lac Samuel, lac Roxane, rivière Témiscamie, lac Béthoulat, lac Caouachigamau, rivière Témis ;
- côté sud : rivière Takwa, rivière Témiscamie, lac Mistassini, lac Albanel. Note : Les péninsules Ouachimiscau et du Dauphin sont situées au sud sur le lac Mistassini ;
- côté ouest : ruisseau Mantouchiche, rivière Pépeshquasati, rivière Neilson (rivière Pépeshquasati), rivière Wabissinane, lac Fromenteau (rivière Wabissinane), lac Anorak, lac Baudeau, lac Comeau (rivière Rupert), rivière Tichégami.

La rivière Chéno prend sa source à l'embouchure d'un lac non identifié (longueur : 0,4 km ; altitude : 681 m) situé à 3,5 km au sud du Lac du Magyar, près de la limite de la région administrative du Saguenay–Lac-Saint-Jean. Ce lac non identifié de tête est entouré d'une quinzaine de lacs à filaments, ainsi que d'autres lacs drainés aussi par la rivière Pépeshquasati (côté Ouest) et la rivière Kapaquatche (côté Est).
Le lac à la source de la rivière Chéno est situé à :
- m à l'est de la route 167 ;
- 40,7 km au sud-est du cours de la rivière Tichégami ;
- 30,9 km au nord de l'embouchure de la rivière Chéno (confluence avec la rivière Takwa) ;
- 24,4 km au nord de l'embouchure de la rivière Takwa (confluence avec le lac Mistassini) ;
- 7,8 km à l'ouest du cours de la rivière Kapaquatche ;
- 15,0 km à l'ouest du cours de la rivière Takwa ;
- 90,1 km au nord-est de l'embouchure du lac Mistassini (tête de la rivière Rupert) ;
- 152,3 km au nord-est du centre du village de Mistissini (municipalité de village cri).

À partir du lac de tête (lac non identifié), le courant de la rivière Chéno coule sur 57,1 km vers généralement vers le sud-ouest, puis vers le sud-est en fin de parcours, dans le secteur au nord-est du lac Mistassini, entièrement en zone forestière, selon les segments suivants :
- 14,6 km vers le sud-ouest, jusqu'à la décharge (venant de l'ouest) d'un ensemble de lacs non identifiés ;
- 11,5 km vers le sud-ouest, jusqu'à la décharge (venant du nord-est) d'un ensemble de lacs non identifiés ;
- 11,3 km vers le sud-ouest relativement en ligne droite, jusqu'à la décharge du lac Sakashk (venant du nord) ;
- 3,2 km vers le sud-ouest relativement en ligne droite, jusqu'à la décharge (venant du nord-ouest) du lac de la Cuesta ;
- 1,2 km vers le sud-ouest en formant un crochet vers l'est, jusqu'à la décharge (venant de l'Est) du lac Brideaux ;
- 7,8 km vers le sud en formant un courbe vers l'ouest et une courbe vers l'est, jusqu'à un coude de rivière, correspondant à la décharge (venant du Sud) d'un petit lac ;
- 7,5 km vers le sud-est, jusqu'à l'embouchure de la rivière[2].

L'embouchure de la rivière Chéno est située à :
- 6,3 km au nord-est de l'embouchure de la rivière Takwa (confluence avec le lac Mistassini) ;
- 73,1 km au nord-est de l'embouchure du lac Mistassini (entrée de la baie Radisson et début de la rivière Rupert) ;
- 133,4 km au nord du centre du village de Mistissini (municipalité de village cri) ;
- 200,8 km au nord du centre-ville de Chibougamau ;
- 177,2 km au nord-est de l'embouchure du lac Mesgouez lequel est traversé par la rivière Rupert ;
- 421,4 km au nord-est de la confluence de la rivière Rupert et de la baie de Rupert[2].

La rivière Chéno se déverse sur la rive nord-ouest, dans un coude de la rivière Takwa. De là le courant coule vers le sud-ouest sur 9,3 km en suivant le cours de la rivière Takwa jusqu'à son embouchure. Cette dernière se déverse au fond d'une baie de la rive nord-est du lac Mistassini, face à la Pointe Normandin et à l'Île Sainte-Marie ; cette baie est bordée au sud-est par la péninsule du Dauphin et au nord-ouest par la péninsule Ouachumiscau. À partir de l'embouchure de la rivière  Chéno, le courant traverse le lac Mistassini sur 78,1 km vers le sud-ouest, notamment en contournant la péninsule Ouachimiscau et en traversant la chaine d'îles enlignée vers le sud-ouest dans le sens du lac. Puis le courant emprunte le cours de la rivière Rupert laquelle fait d'abord une boucle vers le nord, puis coule généralement vers l'ouest jusqu'à la baie de Rupert.

## Toponymie
D'origine cri, le terme « rivière Chéno », signifie « rivière du vieil homme ». Jadis ce cours d'eau était désigné « Rivière Old Man » et « rivière Otchéguawac ».
Le toponyme « rivière Chéno » a été officialisé le 5 décembre 1968 à la Banque des noms de lieux de la Commission de toponymie du Québec, soit à la création de cette commission.